# DKW Frontwagen
Die DKW Frontwagen waren eine Modellreihe der Marke DKW, die 1931 von den Zschopauer Motorenwerken J. S. Rasmussen (ab Mitte 1932 Teil der Auto Union AG) auf den Markt gebracht wurden. Die „Frontwagen“ waren ein für DKW bzw. für die Auto Union AG geschützter Begriff.
Neben dem Adler Trumpf und dem Stoewer V 5 waren es die ersten Serienfahrzeuge, bei denen erfolgreich der Vorderradantrieb (Frontantrieb) in Deutschland eingesetzt wurde. Als Verkaufsbezeichnung diente der Name „Frontwagen“ jedoch nur beim Typ F 1; spätere Typen wurden als „Meisterklasse“ beziehungsweise „Reichsklasse“ bezeichnet.
Es existierten die folgenden Typen:
- „Typ F 1“, gebaut von 1931 bis 1932, siehe DKW F 1
- „Typ F 2“, gebaut von 1932 bis 1935, siehe DKW F 2
- „Typ F 4“, gebaut von 1934 bis 1935, siehe DKW F 4
- „Typ F 5“, gebaut von 1935 bis 1937, siehe DKW F 5
- „Typ F 7“, gebaut von 1937 bis 1938, siehe DKW F 7
- „Typ F 8“, gebaut von 1939 bis 1942, siehe DKW F 8 – 1949 bis 1955 weiterproduziert als IFA F 8
- „Typ F 9“, vorgesehen für 1940, siehe DKW F 9 – 1950 bis 1956 produziert als IFA F 9

Im weiteren Sinne zählen zu der Reihe auch die Modelle DKW F 89 (1950–1954), DKW F 91 (1953–1957) und DKW F 93 (1955–1959), die von der in Ingolstadt neu gegründeten Auto Union GmbH in Westdeutschland hergestellt wurden.
Letztenendes „infizierte“ die in Audi umbenannte DKW mit dem Frontantrieb auch ihre Mutter VW, später wurde diese Antriebsart marktbeherrschend.